# صبر (یمن)
 صَبر  دهستان بزرگی از توابع استان تَعِز در کشور یمن و در شبه جزیره عربستان واقع می‌باشد. دهستان آبادی درپایهٔ کوه (صابر) و تپه ی صَبِر در وادی تعز ومنحدر شمالی وادی (دره) تعز واقع شده‌است.

## جمعیت
جمعیت این دهستان در حدود ۳۲۵ نفر می‌باشد. ساکنان این دهستان از پیروان مذهب مالکی و از پیروان امام مالک ابن انس می‌باشند.

## آثار تاریخی
آثار باستانی متعددی در این روستا به چشم می‌خورد. دژهای تاریخی و بازمانده‌های قلعه‌های مخروبه در اطراف روستا فراوان است. در این مورد الأمیر محمد بن أبان الخنفری می‌سراید:
| وفی صَبِر لنا شاد المَعالِ |  | أبونا ذوالمَهابة والجَلالِ |

این روستا در ارتفاع ۳۰۰ متر در سطح دریا قرار دارد.

## منبع
- المقحفی، ابراهیم، احمد ، (مُعجَم المُدُن وَالقَبائِل الیَمَنِیَة) ، منشورات دار الحکمة، صنعاء، چاپ پنجم، وانتشار  سال ۱۹۸۵  میلادی به (عربی).